# Gaucelmus pygmaeus
Gaucelmus pygmaeus là một loài nhện trong họ Nesticidae.
Loài này thuộc chi Gaucelmus. Gaucelmus pygmaeus được Willis J. Gertsch miêu tả năm 1984.